# 6 metri
Il 6 metri è una barca a vela da regata, la cui classe è riconosciuta dalla International Sailing Federation.

## Storia
Il primo 6 metri fu varato nel 1907 e l'anno successivo fece parte del programma di Giochi olimpici di Londra 1908.

### Giochi olimpici
| Classe  | 1908 | 1912 | 1920 | 1924 | 1928 | 1932 | 1936 | 1948 | Tot. |
| ------- | ---- | ---- | ---- | ---- | ---- | ---- | ---- | ---- | ---- |
| 6 metri | •    | •    | •    | •    | •    | •    | •    | •    | 8    |